# Purpurhuvad stare
Purpurhuvad stare (Hylopsar purpureiceps) är en fågel i familjen starar inom ordningen tättingar.

## Utseende och läte
Purpurhuvad stare är en liten kortstjärtad stare med glänsande fjäderdräkt, på kroppen i grönt och blått, på huvud och strupe i mörklila. På håll kan den verka helsvart. Arten skiljs från andra glansstarar genom den korta stjärten och den relativt enfärgade fjäderdräkten. Bland lätena hörs visslade "twa!" eller "wheet!" liksom mer starlikt tjattrande "reer" eller "heer".

## Utbredning och systematik
Fågeln förekommer i Guinea, Kamerun, Gabon, norra Kongo-Kinshasa, Uganda och nordvästra Kenya. Den behandlas som monotypisk, det vill säga att den inte delas in i några underarter.

## Levnadssätt
Purpurhuvad stare hittas ofta i trädkronor på fruktbätande träd, i flockar av varierande storlek, ibland tillsammans med andra startarter.

## Status och hot
Arten har ett stort utbredningsområde, men tros minska i antal, dock inte tillräckligt kraftigt för att den ska betraktas som hotad. Internationella naturvårdsunionen IUCN listar arten som livskraftig (LC).